# Oni
Oni (鬼 Quỷ) là một từ thông thường trong tiếng Nhật hiện đại để chỉ các giống như dã nhân, thú nhân thường là những loài yêu quái có vẻ ngoài hung hãn, dữ tợn. Quỷ là một đề tài thường thấy trong mỹ thuật, văn học Nhật Bản.

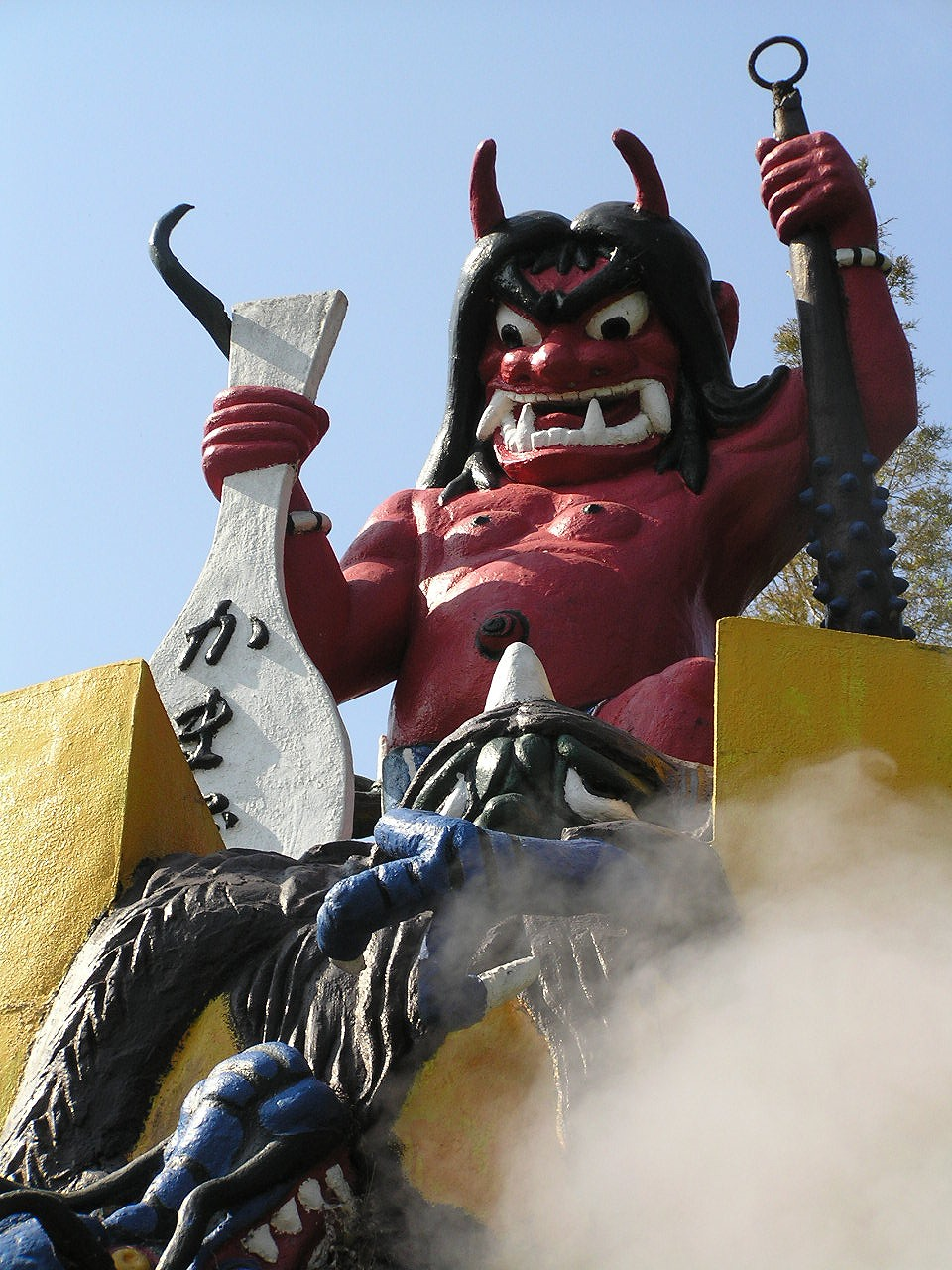
Quỷ Nhật Bản

Hình tượng loài quỷ của Nhật Bản thường lấy hình tượng từ loài quỷ của Trung Quốc (Tây Du Ký) như Kim Giác, Ngân Giác, hoặc Ngưu Ma Vương.
Miêu tả về quỷ thường khác nhau nhưng thường thì chúng có vẻ ngoài hung tợn, gớm ghiếc, có trảo (móng vuốt), và cặp sừng nhọn trên đầu. Chúng thường khoác trên mình tấm da hổ, mang khố cầm một món vũ khí được gọi là kim bổng (金棒kanabou).